# Hypothese
Een hypothese (van Oudgrieks: ὑπόθεσις (hypóthesis), veronderstelling) is in de empirische wetenschap een stelling die (nog) niet bewezen is, en die dient als uitgangspunt voor een experiment of voor een gerichte waarneming.
Ongeacht de hoeveelheid aanwijzingen die de hypothese steunen, is één, reproduceerbaar, negatief uitvallend experiment voldoende om de hypothese te falsifiëren (onderuit te halen). Volgens onder anderen Karl Popper moet een wetenschappelijke hypothese in principe falsifieerbaar zijn: er moeten experimenten of gerichte waarnemingen denkbaar zijn die de hypothese zouden falsifiëren als de uitkomsten van dat experiment de hypothese weerspreken. Voor diverse hypothesen is de wetenschap niet ver genoeg gevorderd om experimenteel volledig uitsluitsel te kunnen geven over het wetenschappelijke waarheidsgehalte van de hypothesen.
'Hypothese' wordt in het dagelijks spraakgebruik gebezigd in de zin van 'veronderstelling', 'aanname'.

## Voorbeelden
Enkele voorbeelden van hypotheses of hypothetische vraagstukken zijn:
- Ortega-hypothese
- Ad-hoc-hypothese
- Riemann-hypothese
- Gaia-hypothese
- Heksencultus-hypothese
- Man of beer